# Parque nacional de Doi Luang
El parque nacional de Doi Luang (en tailandés, อุทยานแห่งชาติดอยหลวง) es uno de los más grandes parques nacionales de Tailandia, con una superficie de 1.170 kilómetros cuadrados. Se extiende por las provincias de Chiang Rai (distritos de Mae Suai, Phan y Wiang Pa Pao), Lampang (distritos de Wang Nuea y Ngao) y Phayao (distritos de Mae Chai y Mueang Phayao), en el norte de Tailandia. Fue declarado el 16 de abril de 1990 como el parque 61.º del país.